# Zöldtorkú hegyikolibri
A zöldtorkú hegyikolibri (Lampornis viridipallens)  a madarak (Aves) osztályának sarlósfecske-alakúak (Apodiformes) rendjéhez, ezen belül a kolibrifélék (Trochilidae) családjához tartozó faj.
Magyar neve forrással nincs megerősítve.

## Rendszerezése
A fajt Jules Bourcier és Étienne Mulsant írták le 1846-ban, a Trochilus nembe Trochilus viridi-pallens néven.

## Alfajai
- Lampornis viridipallens amadoni J. S. Rowley, 1968
- Lampornis viridipallens nubivagus Dickey & Van Rossem, 1929
- Lampornis viridipallens ovandensis (Brodkorb, 1939)
- Lampornis viridipallens viridipallens (Bourcier & Mulsant, 1846)[2]

## Előfordulása
Mexikó déli részén, valamint Guatemala, Honduras és Salvador területén honos. Természetes élőhelyei a szubtrópusi és trópusi síkvidéki és hegyi esőerdők. Állandó, nem vonuló faj.

## Megjelenése
Testhossza 11–12 centiméter, átlagos testtömege 5,4 gramm.

## Életmódja
Valószínűleg virágos növények nektárjával táplálkozik.

## Természetvédelmi helyzete
Az elterjedési területe elég nagy, egyedszáma viszont csökkenő, de még nem éri el a kritikus szintet. A Természetvédelmi Világszövetség Vörös listáján nem fenyegetett fajként szerepel.